# Muiredach mac Eógain
Muiredach mac Eógain († vers 489) est un roi Ailech et un chef du Cenél nEógain lignée des Uí Néill du Nord. Il est le fils du fondateur éponyme de la dynastie Eoghan mac Néill († 465).

## Biographie
Muiredach ne fait l'objet d'aucune entrée dans les chroniques d'Irlande mais  les Laud Synchronisms lui attribue un règne de 24 ans comme roi d'Ailech  ce qui fixe approximativement son règne entre 465 et 489. 

## Postérité
Muiredach épouse Erca, fille de Loarn mac Eirc de Dál Riata qui est la mère de son fils Muirchertach mac Muiredaig († vers 534/536), ard ri Erenn, connu également comme Muirchertach mac Ercae fondateur de la lignée du Cenél maic Ercae  Ses autres fils sont : 
- Feradach, fondateur du Cenél Feradaig ;
- Tigernach, fondateur du Cenél Tigernaig ;
- Móen, fondateur du Cenél Móen ;
- Saint Ruanach.